# Rieucazé
Rieucazé is een gemeente in het Franse departement Haute-Garonne (regio Occitanie) en telt 46 inwoners (2009). De plaats maakt deel uit van het arrondissement Saint-Gaudens.

## Geografie
De oppervlakte van Rieucazé bedraagt 2,0 km², de bevolkingsdichtheid is dus 23 inwoners per km².
De onderstaande kaart toont de ligging van Rieucazé met de belangrijkste infrastructuur en aangrenzende gemeenten.

## Demografie
Onderstaande figuur toont het verloop van het inwonertal (bron: INSEE-tellingen).